# Wacław Sieroszewski

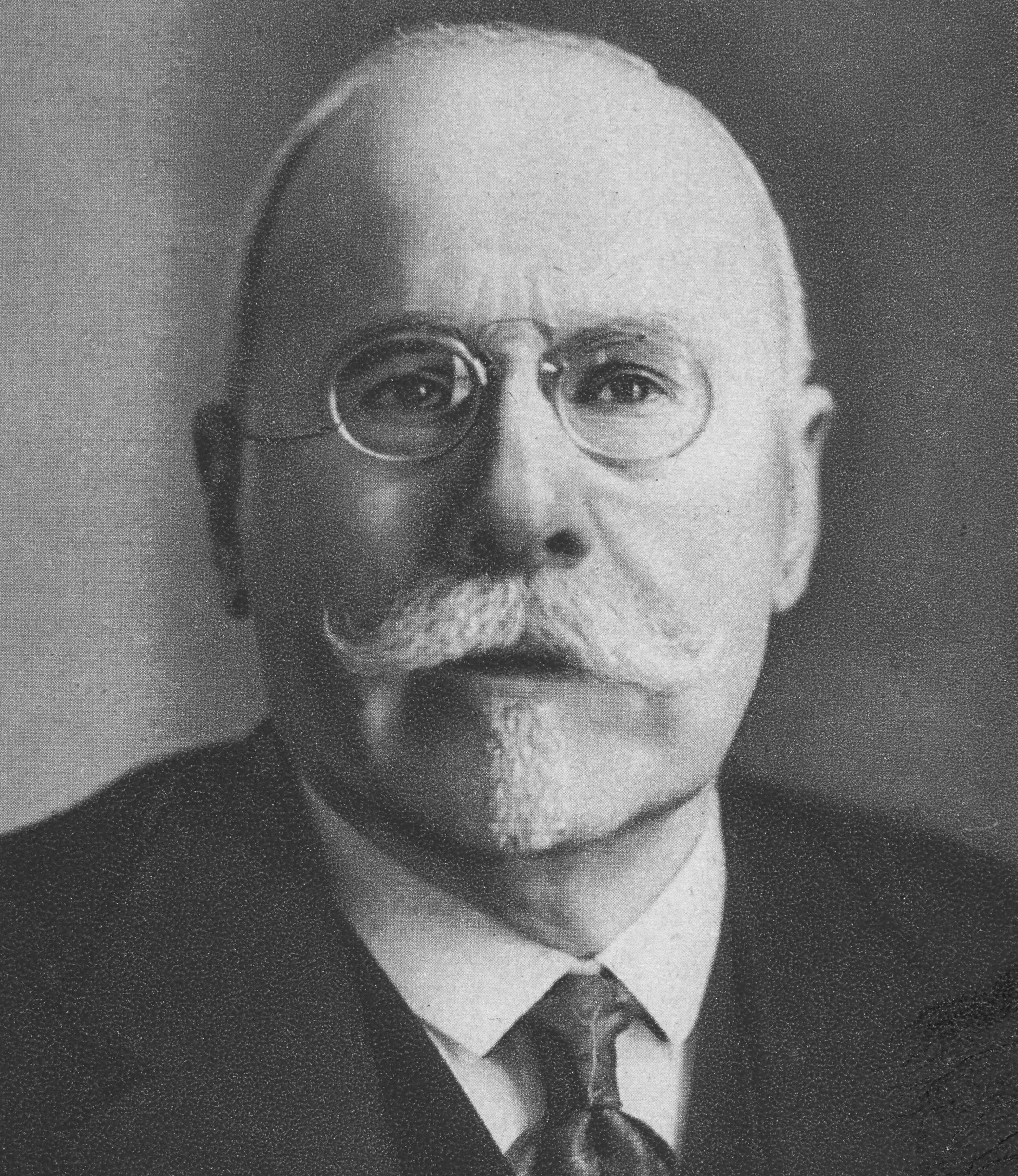
Wacław Sieroszewski

Wacław Kajetan Sieroszewski, född 24 augusti 1858 i Wólka Kozłowska, död 20 april 1945 i Piaseczno, var en polsk författare. 
Sieroszewski genomgick en teknisk skola, blev grovarbetare och förvisades 1878 under arbetaroroligheterna till Sibirien, varifrån han 1903 begav sig till Japan. Han deltog i 1905 års revolutionsrörelser, häktades och tvingades sedan lämna landet. Hans konstnärliga berättartalang, särskilt i fråga om den yttre handlingen, framträder fördelaktigt i Na kresach lasów (Vid skogarnas gränser, 1894), W matni (I snaran, 1896) och Risztau (1900). Frukter av hans österländska resor är skildringarna Na daleki Wschod (Till den yttersta östern, 1904) och Korea (1906) samt de på kinesiska sagomotiv byggda Powieści chińskie (1903) och Ol-Soni-Kisań (1906). 
Av Geografiska sällskapet i Sankt Petersburg utgavs 1901 hans omfångsrika studie om jakuterna, Dwanaście lat w kraju Jakutow. År 1909 utkom hans sista novellsamling, Małženstwo (Äktenskapet), Być albo rie być (Vara eller icke vara) och Tułacze (Landsflyktingarna) med gripande, konstnärligt fina skildringar av polska landsförvisade i Sibirien.